# خان بی‌بی
خان بی‌بی، روستایی از توابع بخش مرکزی شهرستان خاش در استان سیستان و بلوچستان ایران است.

## جمعیت
این روستا در دامنه کوه پنج انگشت قرار دارد و براساس سرشماری مرکز آمار ایران در سال ۱۳۸۵، جمعیت آن ۳۰ نفر (۷خانوار) بوده‌است.
این روستا دارای یک چشمه می‌باشد که از دل کوه پنج انگشت بیرون می آید.نخستین بار محمدرحیم فرزند شاهو بزرگ وریش سفید زمان طایفه قلندرزهی نزدیکان خود را جمع کرده و در این روستا سکنی گزیده اند